# آلاله سوری
آلاله سوری (نام علمی: Ranunculus pinardii) نام یک گونه از سرده آلاله است. سردهٔ آلاله در ایران ۵۵ گونهٔ علفی یک ساله و چند ساله دارد. آلاله سوری یکی از ۵۵ گونهٔ موجود در ایران است.